# 新町商店街 (福知山市)

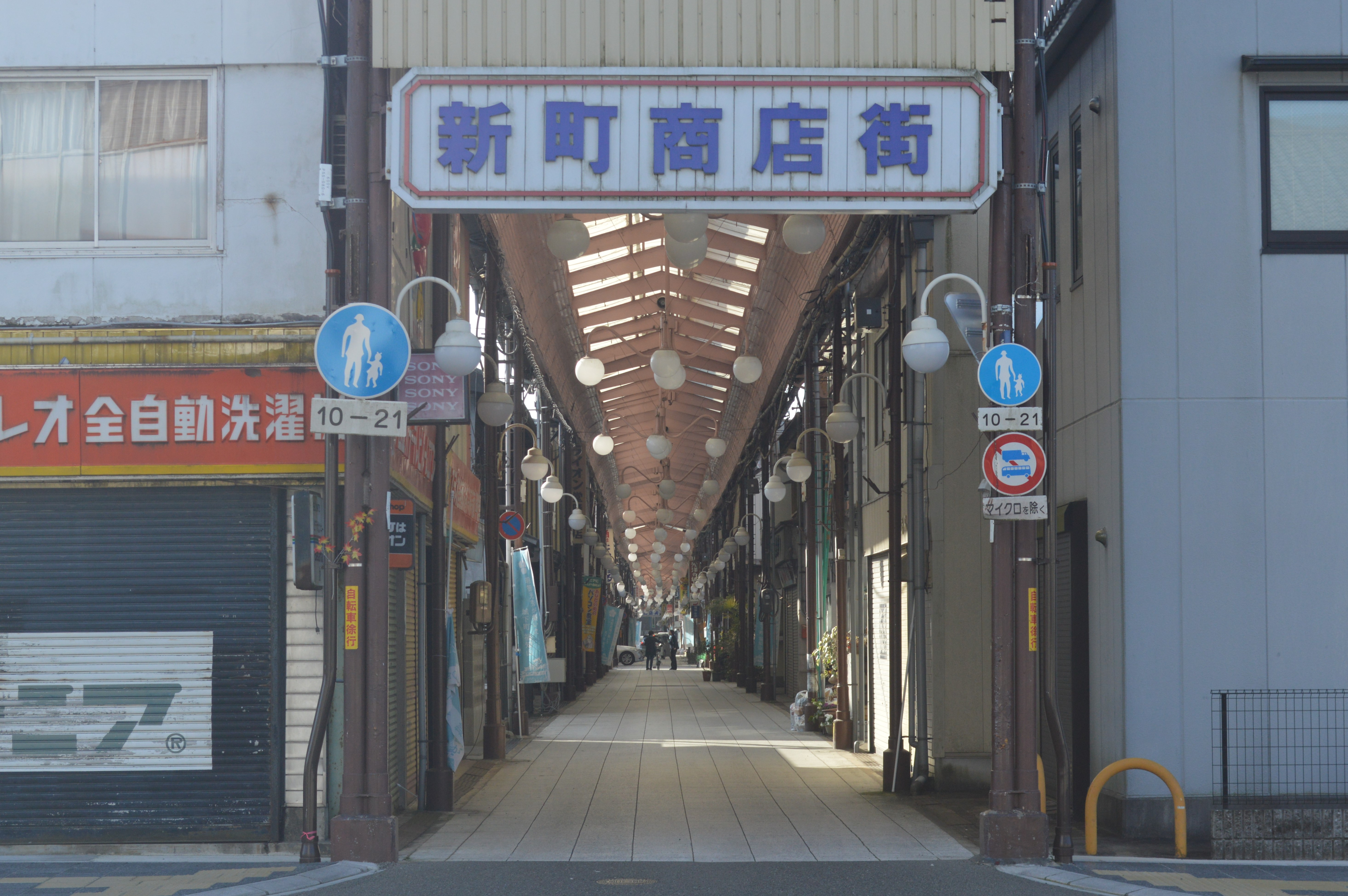
新町商店街

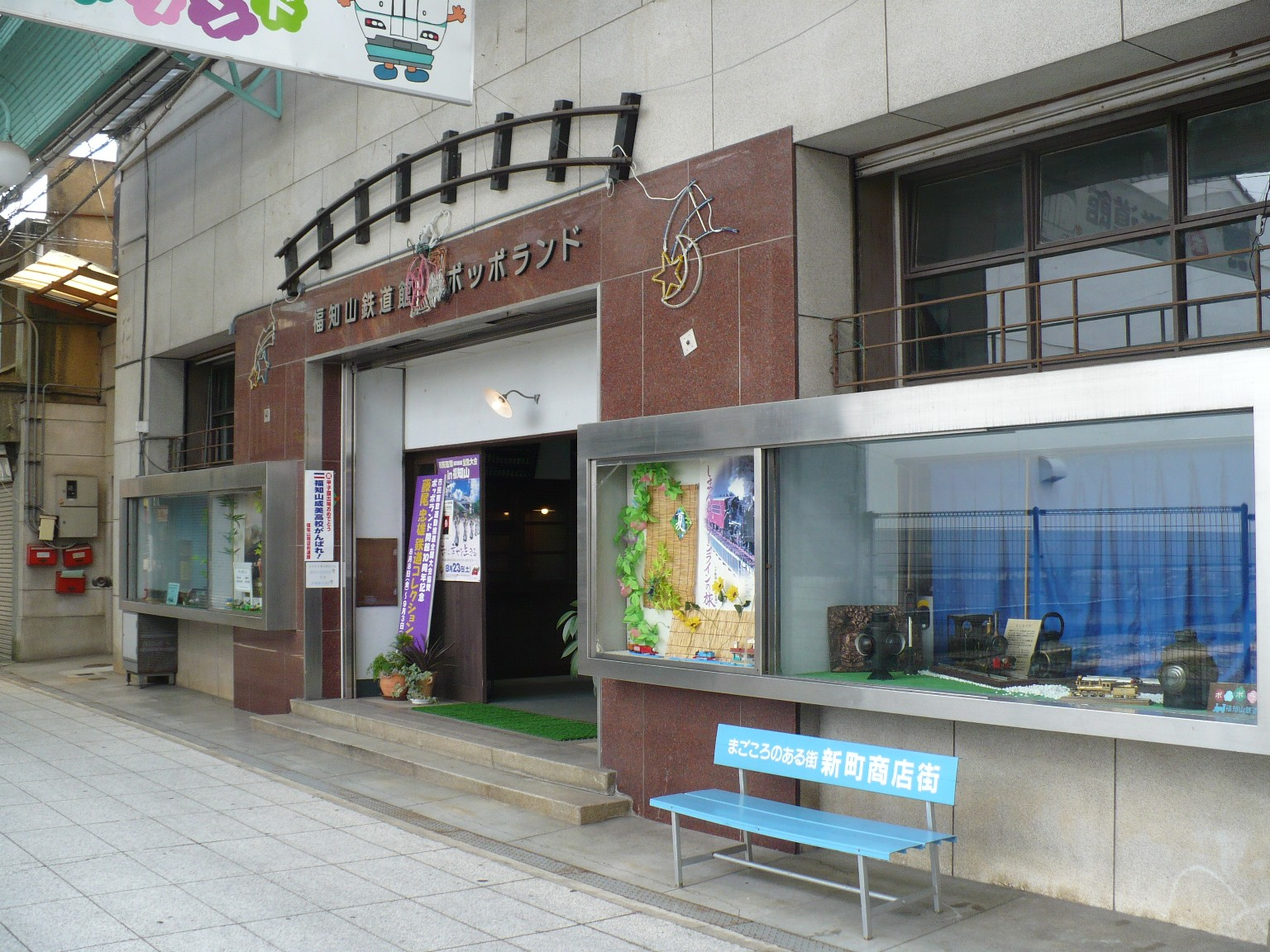
新町商店街事業協同組合によって設立されたポッポランド

新町商店街（しんまちしょうてんがい）は、京都府福知山市新町にあるアーケード商店街。
広小路商店街、アオイ通り商店街とともに、明治期から昭和期にかけて三丹地域（丹後・丹波・但馬）を代表する商都・福知山の商業の中心地であった。

## 歴史

### 明治・大正期
福知山市の商店街の始まりは、明治時代初期、由良川水運に恵まれた旧市街地の北東部に問屋的な性格の商家が参集したことに端を発し、その後西南方面の広小路・新町に向けて発展した。福知山城の北西約500メートルに位置する新町通りは、広小路通りとお城通りを結ぶ通りで、道沿いに商店が並んだ。新町商店街が形成され始めたのは明治30年代とみられ、21世紀現在の下新町に呉服・金物・紙類・下駄・洋品雑貨店などの商店が点在していた。
一方、新町から佐治街道（現在のアオイ通り）にかけての土地は、半農半商の商店がわずかにある程度で、多くは畑地であったものと考えられており、明治時代末期に家畜市場が開設されたことによって農村の後背地としての性格を強める発展を遂げた。また、広小路通りが中央に御霊神社があることから縁日や催しが多く、飲食店や遊技場など娯楽街的な発展を遂げ、1918年（大正7年）には映画館が建設されていっそうその傾向を強めた。露店商人の出店も多くあったとみられる。
明治期に新町が商店街として発展した理由のひとつには、市街地に相次いで設置された官公庁局や、教育機関として惇明小学校や京都府立第三中学校や天田郡立高等女学校などがあり、交通網も阪舞線（明治32年）、山陰本線（明治43年）が相次いで開通、道路も新切通り開通（明治35年）などに伴い岡・内記方面から新町への通行量が増した影響もある。
11月に行われる「えびす市」は1888年（明治21年）には始まっており、福知山の商都としての発展に、先進的な町であったと評される。

### 昭和期
昭和期に入ると、新町通り中心に「三ツ丸百貨店」が進出、商店街の整備と道路舗装などの改良が進められた。新町通りは木煉瓦で舗装され、商店街が形成されていった。アーケードに覆われた新町商店街の規模は、約500メートル。広小路商店街とともに1970年代初頭まで福知山の中心地として栄えた。
福知山の商店街の繁栄には、近隣の大手製糸工場のグンゼやカネボウの盛況や、福知山駅が国鉄・私鉄バスなどのターミナルとして整備されてきたことの影響が大きいとされる。しかし、1953年（昭和28年）、台風13号による大水害を受けて福知山一帯の町づくりは大きな転換を迫られ、昭和30年代後半以降の高度経済成長期には自家用車や電化製品の普及などにより生活様式が大きく変わったことで、商店街も大きな転換を求められることなった。
1959年（昭和34年）頃には、仙台の七夕祭りに着想を得て、新町通り商店街はアオイ通り商店街とともに盛大な七夕祭りを開催するようになり、アーケードの天蓋から大きな吹き流しを吊るし、店名が書かれた提灯を七夕飾りの下につるした。それまで家庭行事であった福知山の七夕行事に新たな文化を提供したと評される。
1965年（昭和40年）頃には、福知山のメインストリートにふさわしく、スズラン灯をアーケードが設置され、多くの買い物客で賑わったという。1965年（昭和45年）3月、日本万国博覧会開幕にあわせ、新町商店街では大きな協賛看板を掲げて賑わいを演出し、7月には七夕祭り大売出しを行って活気をがあふれた。
1971年（昭和46年）4月、本店を市内上紺屋にもつ「さとう呉服店」が福知山駅前にダイエー系の建築面積6,535平方メートルの4階建店舗を建設し、ワンストップショッピングの先駆けをきった。これに対抗し、新町商店街では有志20余名が駅前スーパーとして建築面積13,448平方メートルの「福知山ファミリー」を設立、大阪に本拠地をもつイズミヤを含め、売り場面積8,477平方メートルの大型店を出店した。
こうした大型ショッピングセンターの開業に加え、区画整理事業に伴う市街地の拡大や自動車交通の発達により、商店街の顧客は減少する傾向となった。加えて経営者の高齢化に伴い、徐々に衰退していった。

### 平成・令和期

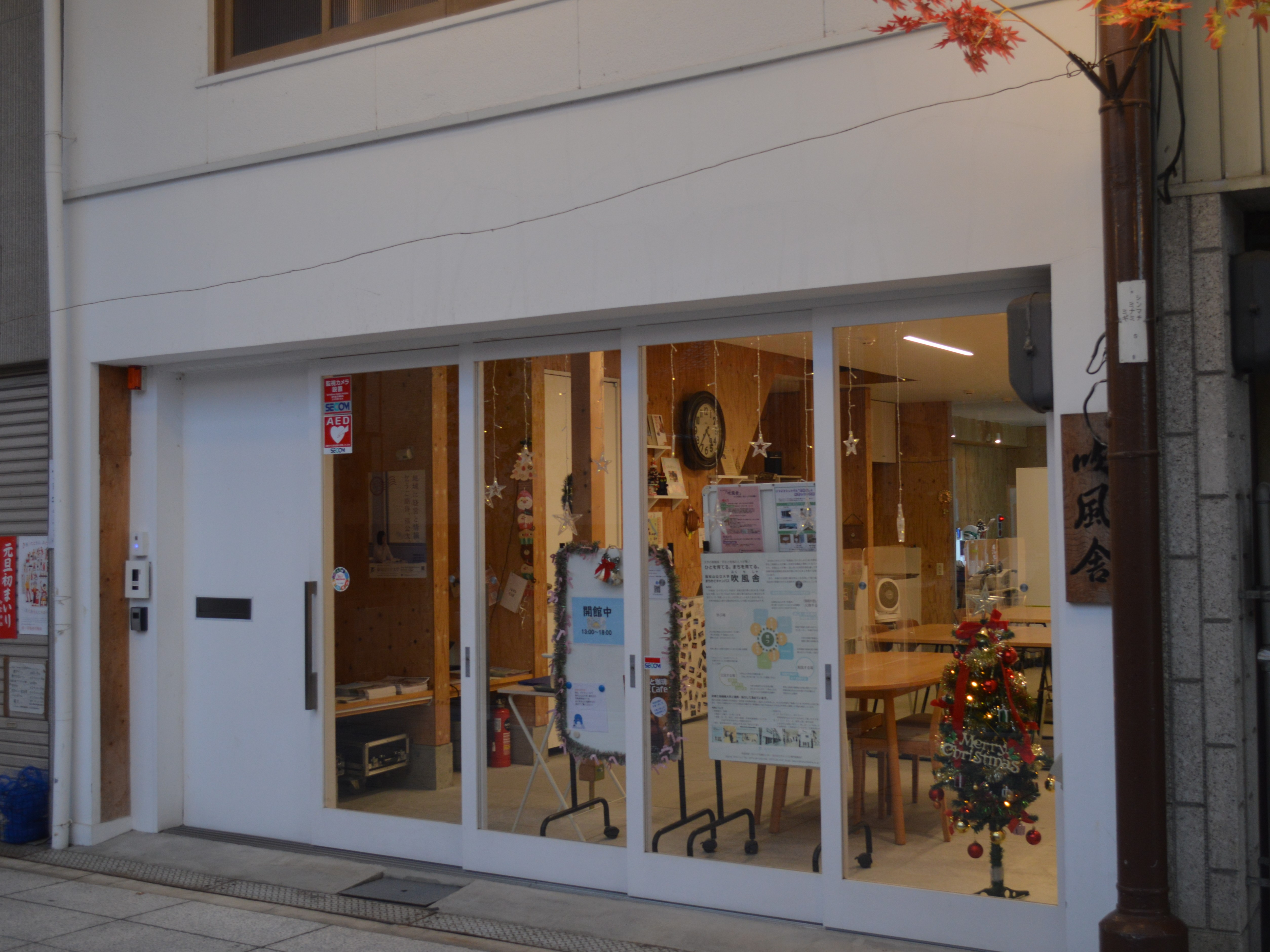
吹風舎

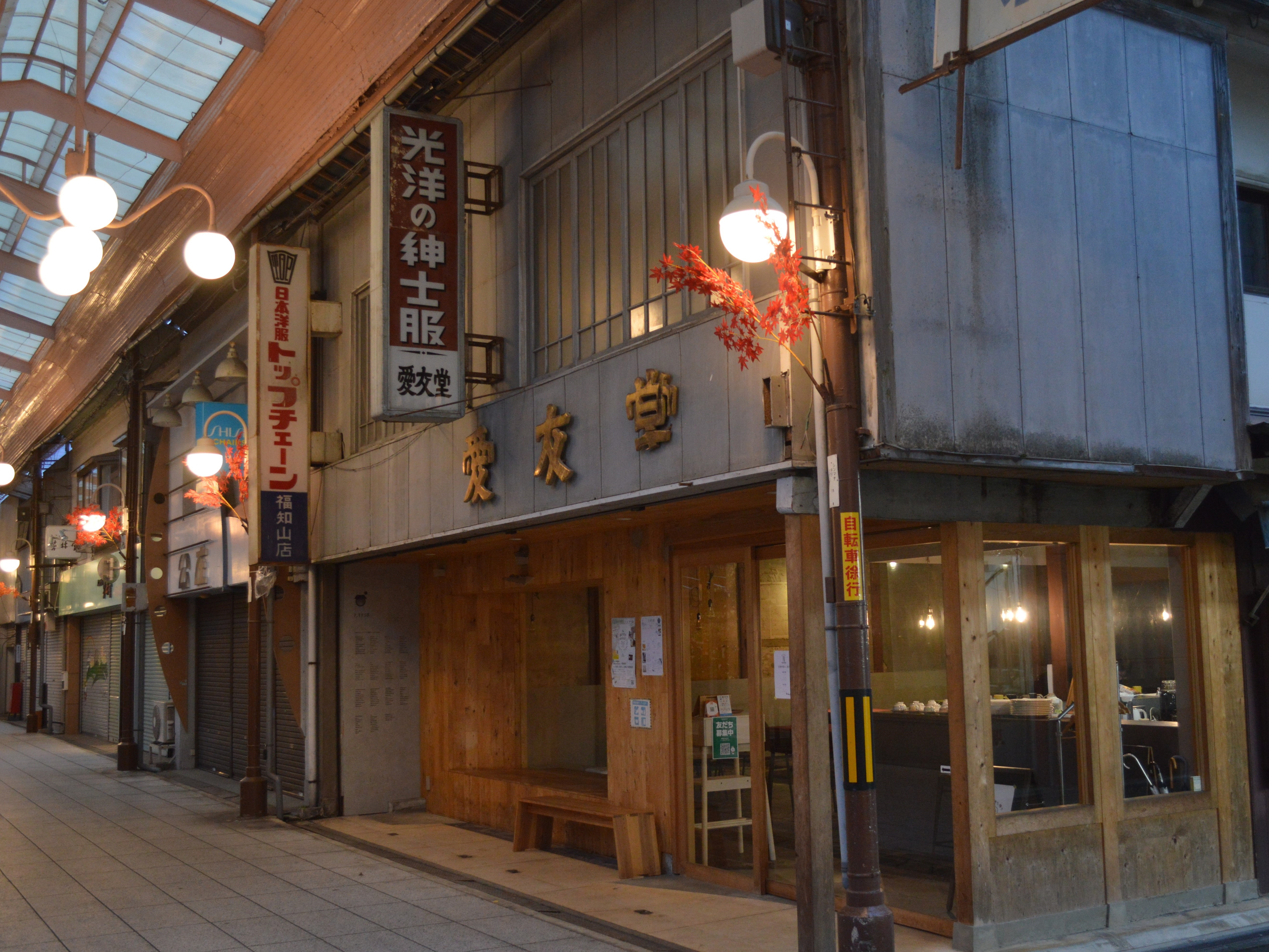
アーキテンポとして利用される愛交堂

平成時代になると、郊外型の大規模店がますます増加して客足をとられ、新町商店街でも駐車場の確保をはじめた。福知山鉄道館ポッポランドの開設、夜店、フリーマーケット、「ふくちのお宝展」など各種のまちおこしイベントを実施し、商店街の活性化と客足の定着を図った。
2008年（平成20年）、カフェ・雑貨屋「まぃまぃ堂」がオープンし地元の人々の注目を集め、2016年（平成28年）10月より福知山ワンダーマーケットが開催。開催日には市内外から多くの人々が食べ歩きや買い物を楽しむようになった。
2018年（平成30年）には福知山公立大学まちかどキャンパス「吹風舎(ふくちしゃ)」が開設し、2019年（令和元年）春、クラウドファンディングの活用により数十年間空き家だった紳士服店を改装し、キッチンスペース付きレンタルスペース「アーキテンポ」が誕生した。アーキテンポでは、週替りや1日限定の店舗を開くことができ、イベントやワークショップなどに利用される。
これらの取り組みにより、現在では人通りは少ないながらレトロな風情が趣あるアーケード商店街として、徐々に活気が戻りつつある。

## 特徴
furimama*（フリママ）
2021年春頃からは、furimama*（フリママ）と呼ばれる地元のママたちで作るコミュニティグループが商店街を盛り上げるために活動している。代表者は「自分の暮らすまちの賑わい作りに参加したい」という思いのもとグループを立ち上げた。御霊公園の近隣にあるセレクトショップの2階に開設した多目的レンタルスペースで、スペースの管理運営とともにママ作家達の作品の委託販売を行うコーナーを設置するほか、商店街の空きスペースを利用したフリーマーケットの定期開催も検討する。
レトロ看板
商店街に並ぶ店舗の上には、昔の店舗看板がそのまま残されている。令和期にはあまり使用されないフォントを用いたり、「ひらかな」や「カタカナ」4文字程度のシンプルな店名が多く、古い街並みを味わうことができるスポットとして注目される。

## イベント
福知山ワンダーマーケット
毎月第4日曜日の10：00～15：00に新町商店街の周辺で開催されている。主催は一般社団法人福知山ワンダーマーケット。
2016年（平成28年）10月に第1回が開催された。福知山市だけでなく、綾部市や京丹後市、神戸市など関西圏内から出店者が集合し、毎月約40～60店舗が並ぶ。多い時で1日2000人の人が訪れ、野菜や洋服、料理などが販売されている。
ALTERNATIVE KYOTO in 福知山
2022年（令和4年）9月9日(金)～10月10日(月・祝)に開催された。
京都府内3地域で開催されるアートプロジェクト「ALTERNATIVE KYOTO -もうひとつの京都-」の舞台の1つとして選ばれたもので、福知山市内では新町商店街のほかに福知山城が開催場所として選ばれている。昼と夜の2部構成で行われ、昼の部では彫刻展が開催された。夜の部では、夜の福知山に新たに魅力を生み出すために2018年（平成30年）に始まったプロジェクションマッピングイベント「福知山イル未来と」が開催された。

## 周辺情報
- 福知山城
- 福知山市佐藤太清記念美術館
- 丹波生活衣館
- 福知山市役所
- 福知山鉄道館ポッポランド
- 御霊神社
- 福知山商工会議所
- 三段池公園
- 福知山市動物園

## アクセス
- 西日本旅客鉄道（JR西日本）山陰本線福知山駅、または京都丹後鉄道宮福線福知山駅から徒歩16分、車で5分。